# Кони Андершон
Кони Андершон (на шведски: Conny Andersson) е шведски мотоциклетен и автомобилен състезател, пилот от „Формула 1“ и „Формула 3“.
Преди да започне кариера като автомобилен състезател, Андершон е мотоциклетен състезател. Повече от 10 години се състезава във Формула 3.